# Gustav August Brauer
Gustav August Brauer (* 13. Juli 1818 in Leipzig; † 16. Januar 1878 in Metz) war ein deutscher Theaterdirektor.

## Leben und Wirken
Nach entsprechender Ausbildung und ersten beruflichen Zwischenstationen übernahm Brauer von 1842 bis 1844 die Leitung des Magdeburger Stadttheaters. Er steigerte die künstlerische Qualität und thematisierte die sich verschärfenden sozialen Widersprüche. 1845 wurde Brauer Theaterdirektor in Elberfeld, wo seine Gattin zugleich als Sopranistin tätig war. Zwei Jahre später wechselte er als von der Stadt privat eingesetzter Theaterdirektor an das Theater Aachen. Bereits zur Spielzeit 1850 übernahm Brauer anschließend die Direktorenstelle am Staatstheater Nürnberg, wo er in kürzester Zeit eine Konsolidierung des in finanziellen Schwierigkeiten geratenen Hauses schaffte. In seiner dortigen Zeit wurde das Theater-Privileg abgeschafft und Subventionen durch die Stadt eingeführt. Die künstlerische Qualität stieg unter Brauers Leitung wieder deutlich an und erstmals konnten Opern von Giuseppe Verdi (Ernani, 1850) und Richard Wagner (Tannhäuser, 1856) aufgeführt werden.
Im Jahr 1858 beendete Brauer sein Engagement in Nürnberg und übernahm von 1860 bis 1862 die Direktorenstelle am Carltheater in Wien. Dort verließ ihn das Glück als Sanierer und er konnte den Konkurs des Theaters nicht mehr aufhalten, der ein Jahr nach seinem Abschied unter seinem Nachfolger Moritz Lehmann abgewickelt werden musste.
Anschließend wurde es still um Brauer, lediglich bekannt ist, dass er zuletzt in Metz lebte und dort für eine Zeit lang das Opéra-Théâtre de Metz leitete.